# 中村堂
中村堂（なかむらどう）は、教育とコミュニケーションをテーマとして活動をする日本の出版社である。

## 事業内容
主に、学校教育、家庭教育、そして、コミュニケーション全般に関する書籍の発行、セミナーの開催をしている。

## 沿革
- 2013年7月22日 教育系出版社に約30年間勤めた中村宏隆が、東京都中央区勝どきに株式会社中村堂を設立
- 2014年4月1日 書籍刊行スタート(2冊同時発売)
- 2015年1月28日 東京都中央区湊3-11-7湊92ビル4階に移転
- 2023年7月22日 創業満10年
- 2025年5月23日 100冊めの書籍を刊行

## 発行出版物
- 『コミュニケーション力あふれる「菊池学級」のつくり方(著:菊池省三、菊池道場)』2014年4月1日。ISBN 978-4-907571-00-9。
- 『小学生が作った コミュニケーション大事典 復刻版(監修:菊池省三)』2014年4月1日。ISBN 978-4-907571-01-6。
- 『日々の指導に生かす「徹底反復」(徹底反復研究会叢書1)(著:徹底反復研究会中国支部 監修:隂山英男)』2014年5月1日。ISBN 978-4-907571-02-3。
- 『動画で見る菊池学級の子どもたち(著:菊池省三)』2014年8月13日。ISBN 978-4-907571-03-0。
- 『ディベートルネサンス 究論復興(EduTalkシリーズ1)(著:松本道弘、菊池省三)』2014年8月27日。ISBN 978-4-907571-04-7。
- 『東大生を育てた家庭の力(EduTalkシリーズ2)(著:隂山英男、子育てをふり返るママの会)』2014年10月29日。ISBN 978-4-907571-05-4。
- 『共創がメディアを変える コミュニケーションで紡ぐ新しい電子出版(編著:柳本浩市)』2014年11月28日。ISBN 978-4-907571-06-1。
- 『私はこうして英語を学んだ 増補改訂版(著:松本道弘)』2014年12月24日。ISBN 978-4-907571-07-8。
- 『写真で見る菊池学級の子どもたち(著:菊池省三、内藤慎治、井上洋祐)』2014年12月17日。ISBN 978-4-907571-08-5。
- 『菊池省三先生の価値語日めくりカレンダー(著:菊池省三)』2014年12月17日。ISBN 978-4-907571-09-2。

- 『生活とデザイン・芸術 日本文化の可能性(EduTalkシリーズ3)(著:栗原典善、芳澤一夫、柳本浩市)』2015年2月18日。ISBN 978-4-907571-10-8。
- 『安心と安全を創る 教室インフラ(徹底反復研究会叢書2)(著:鈴木夏來)』2015年3月27日。ISBN 978-4-907571-11-5。
- 『これからの英語教育 フィリピン発・英語学習法(EduTalkシリーズ4)(著:隂山英男、藤岡頼光)』2015年3月25日。ISBN 978-4-907571-12-2。
- 『「話し合い力」を育てる コミュニケーションゲーム62(著:菊池省三、池亀葉子、NPO法人グラスルーツ)』2015年3月27日。ISBN 978-4-907571-13-9。
- 『人間を育てる 菊池道場流 作文の指導(著:菊池省三、田中聖吾、中雄紀之)』2015年4月3日。ISBN 978-4-907571-14-6。
- 『子どもの集中力を高める 帯タイムで徹底反復(徹底反復研究会叢書3)(著:徹底反復研究会中国支部 監修:隂山英男)』2015年4月3日。ISBN 978-4-907571-15-3。
- 『Ignition イグニッション(著:仲宗根悠 監修:栗原典善)』2015年6月24日。ISBN 978-4-907571-16-0。
- 『挑む 私が問うこれからの教育観(著:菊池省三)』2015年7月15日。ISBN 978-4-907571-17-7。
- 『白熱する教室　創刊号(今の教室を創る 菊池道場機関誌)(著:菊池省三、菊池道場)』2015年7月15日。ISBN 978-4-907571-18-4。
- 『コミュニケーション力で未来を拓く これからの教育観を語る  (著:本間正人、菊池省三)』2015年9月29日。ISBN 978-4-907571-19-1。
- 『白熱する教室　第2号(今の教室を創る 菊池道場機関誌)(著:菊池省三、菊池道場)』2015年9月29日。ISBN 978-4-907571-20-7。
- 『一人も見捨てない教育の実現 挑戦！四国四県からの発信！(著:菊池省三、堀井悠平、乾孝治、渡瀬将基、牧野真雄)』2015年11月26日。ISBN 978-4-907571-21-4。
- 『白熱する教室　第3号(今の教室を創る 菊池道場機関誌)(著:菊池省三、菊池道場)』2015年12月25日。ISBN 978-4-907571-23-8。

- 『価値語100 ハンドブック(著:菊池省三、本間正人、菊池道場)』2016年2月5日。ISBN 978-4-907571-22-1。
- 『１年間を見通した 白熱する教室のつくり方(著:菊池省三、菊池道場)』2016年2月26日。ISBN 978-4-907571-24-5。
- 『DVDで観る 菊池学級の成長の事実(著:菊池省三、菊池道場)』2016年3月12日。ISBN 978-4-907571-25-2。
- 『白熱する教室　第4号(今の教室を創る 菊池道場機関誌)(著:菊池省三、菊池道場)』2016年3月25日。ISBN 978-4-907571-26-9。
- 『１時間の授業で子どもを育てる コミュニケーション術100(著:菊池省三)』2016年5月27日。ISBN 978-4-907571-27-6。
- 『白熱する教室　第5号(今の教室を創る 菊池道場機関誌)(著:菊池省三、菊池道場)』2016年6月24日。ISBN 978-4-907571-28-3。
- 『白熱する教室　臨時増刊号(2016年夏)(今の教室を創る 菊池道場機関誌)(著:菊池省三、菊池道場)』2016年7月23日。ISBN 978-4-907571-29-0。
- 『個の確立した集団を育てる ほめ言葉のシャワー 決定版(著:菊池省三、本間正人、菊池道場)』2016年8月6日。ISBN 978-4-907571-30-6。
- 『白熱する教室　第6号(今の教室を創る 菊池道場機関誌)(著:菊池省三、菊池道場)』2016年9月24日。ISBN 978-4-907571-31-3。
- 『卓上版 菊池省三先生の価値語日めくりカレンダー(著:菊池省三)』2016年11月10日。ISBN 978-4-907571-32-0。
- 『コミュニケーション力豊かな子どもを育てる家庭でできる51のポイント(著:菊池省三)』2016年12月5日。ISBN 978-4-907571-33-7。
- 『白熱する教室　第7号(今の教室を創る 菊池道場機関誌)(著:菊池省三、菊池道場)』2016年12月24日。ISBN 978-4-907571-34-4。

- 『白熱する教室をつくる  Q&A55(著:菊池省三)』2017年2月16日。ISBN 978-4-907571-35-1。
- 『人間を育てる 菊池道場流 叱る指導(著:菊池省三、菊池道場)』2017年2月25日。ISBN 978-4-907571-36-8。
- 『言葉で人間を育てる 菊池道場流 「成長の授業」(著:菊池省三、菊池道場)』2017年4月7日。ISBN 978-4-907571-37-5。
- 『白熱する教室　第8号(今の教室を創る 菊池道場機関誌)(著:菊池省三、菊池道場)』2017年3月25日。ISBN 978-4-907571-38-2。
- 『白熱する教室　第9号(今の教室を創る 菊池道場機関誌)(著:菊池省三、菊池道場)』2017年6月24日。ISBN 978-4-907571-39-9。
- 『徹底反復で子どもを鍛える(著:隂山英男、徹底反復研究会)』2017年11月18日。ISBN 978-4-907571-40-5。
- 『教師 菊池省三   映画「挑む」オフィシャルブック(著:中村堂、筒井勝彦、菊池省三)』2017年9月30日。ISBN 978-4-907571-41-2。
- 『白熱する教室　第10号(今の教室を創る 菊池道場機関誌)(著:菊池省三、菊池道場)』2017年9月23日。ISBN 978-4-907571-42-9。
- 『白熱する教室　第11号(今の教室を創る 菊池道場機関誌)(著:菊池省三、菊池道場)』2017年12月23日。ISBN 978-4-907571-43-6。

- 『公社会に役立つ人間を育てる 菊池道場流 道徳教育(著:菊池省三、菊池道場)』2018年1月27日。ISBN 978-4-907571-44-3。
- 『学校は、何をするところか？(著:菊池省三、苫野一徳)』2018年2月24日。ISBN 978-4-907571-45-0。
- 『個の確立した集団を育てる 学級ディベート(著:菊池省三、菊池道場)』2018年3月24日。ISBN 978-4-907571-46-7。
- 『白熱する教室　第12号(今の教室を創る 菊池道場機関誌)(著:菊池省三、菊池道場)』2018年3月24日。ISBN 978-4-907571-47-4。
- 『白熱する教室　第13号(今の教室を創る 菊池道場機関誌)(著:菊池省三、菊池道場)』2018年6月24日。ISBN 978-4-907571-48-1。
- 『価値語100 ハンドブック<2>(著:菊池省三、本間正人、価値語コンクール実行委員会)』2018年7月28日。ISBN 978-4-907571-49-8。
- 『白熱する教室　第14号(今の教室を創る 菊池道場機関誌)(著:菊池省三、菊池道場)』2018年9月24日。ISBN 978-4-907571-50-4。
- 『部活動改革2.0 文化部活動のあり方を問う(編著:長沼豊)』2018年10月13日。ISBN 978-4-907571-51-1。
- 『楽しみながらコミュニケーション力を育てる10の授業(著:菊池省三、菊池道場)』2018年11月30日。ISBN 978-4-907571-52-8。
- 『白熱する教室　第15号(今の教室を創る 菊池道場機関誌)(著:菊池省三、菊池道場)』2018年12月22日。ISBN 978-4-907571-53-5。

- 『「白熱する教室」を創る８つの視点(著:菊池省三、菊池道場)』2019年1月26日。ISBN 978-4-907571-54-2。
- 『学習学にもとづくコミュニケーション豊かな小学校外国語活動(英語)授業のつくり方(著:本間正人、関戸冬彦、柳瀬真紀、中國達彬)』2019年3月23日。ISBN 978-4-907571-55-9。
- 『白熱する教室　第16号(今の教室を創る 菊池道場機関誌)(著:菊池省三、菊池道場)』2019年3月23日。ISBN 978-4-907571-56-6。
- 『新版 笑顔のコーチング 子育て77のヒント(著:本間正人、小巻亜矢)』2019年5月25日。ISBN 978-4-907571-57-3。
- 『白熱する教室　第17号(今の教室を創る 菊池道場機関誌)(著:菊池省三、菊池道場)』2019年6月22日。ISBN 978-4-907571-58-0。
- 『「教育」を解き放つ　－菊池省三対談集(著:菊池省三、16人の対談者)』2019年8月22日。ISBN 978-4-907571-59-7。
- 『白熱する教室　第18号(今の教室を創る 菊池道場機関誌)(著:菊池省三、菊池道場)』2019年9月21日。ISBN 978-4-907571-60-3。
- 『作文で読む 菊池学級の子どもたち(著:菊池省三)』2019年11月25日。ISBN 978-4-907571-61-0。
- 『白熱する教室　第19号(今の教室を創る 菊池道場機関誌)(著:菊池省三、菊池道場)』2019年12月14日。ISBN 978-4-907571-62-7。

- 『教室の中の困ったを安心に変える102のポイント(著:菊池省三、菊池道場)』2019年1月31日。ISBN 978-4-907571-63-4。
- 『白熱する教室　第20号(今の教室を創る 菊池道場機関誌)(著:菊池省三、菊池道場)』2020年3月20日。ISBN 978-4-907571-64-1。
- 『学校を変える15分 常識を破れば子どもは伸びる(著:隂山英男)』2020年3月20日。ISBN 978-4-907571-65-8。
- 『白熱する教室　第21号(今の教室を創る 菊池道場機関誌)(著:菊池省三、菊池道場)』2020年6月19日。ISBN 978-4-907571-66-5。
- 『ひとり暮らしの小学生／価値語篇(著:松下幸市朗、原案:菊池省三、本間正人、菊池道場)』2020年7月24日。ISBN 978-4-907571-67-2。
- 『白熱する教室　第22号(今の教室を創る 菊池道場機関誌)(著:菊池省三、菊池道場)』2020年9月26日。ISBN 978-4-907571-68-9。
- 『子どもの未来を広げた学校 陰山メソッド実践集(編著:隂山英男)』2020年11月21日。ISBN 978-4-907571-69-6。
- 『白熱する教室　第23号(今の教室を創る 菊池道場機関誌)(著:菊池省三、菊池道場)』2020年12月25日。ISBN 978-4-907571-70-2。

- 『子どもたちが生き生きと輝く 対話・話し合いの授業づくり(著:菊池省三、菊池道場)』2021年1月22日。ISBN 978-4-907571-71-9。
- 『「菊池実践」で創る 令和時代のコミュニケーション力あふれる中学校 (著:菊池省三、菊池道場)』2021年2月19日。ISBN 978-4-907571-72-6。
- 『温かい人間関係を築き上げる「コミュニケーション科」の授業(コミュニケーション科叢書１) (著:菊池省三、菊池道場)』2021年3月26日。ISBN 978-4-907571-73-3。
- 『白熱する教室　第24号(今の教室を創る 菊池道場機関誌) (著:菊池省三、菊池道場)』2021年3月26日。ISBN 978-4-907571-74-0。
- 『白熱する教室　第25号(今の教室を創る 菊池道場機関誌) (著:菊池省三、菊池道場)』2021年6月25日。ISBN 978-4-907571-75-7。
- 『教師 菊池省三   Special Edition  映画「挑む」オフィシャルブック DVD２枚付き (著:中村堂、筒井勝彦、菊池省三)』2021年7月20日。ISBN 978-4-907571-76-4。
- 『社会を生きぬく力は 小学校1時間の授業にあった(コミュニケーション科叢書２) (著:菊池省三、菊池道場)』2021年9月10日。ISBN 978-4-907571-77-1。
- 『白熱する教室　第26号(今の教室を創る 菊池道場機関誌) (著:菊池省三、菊池道場)』2021年9月24日。ISBN 978-4-907571-78-8。
- 『白熱する教室　第27号(今の教室を創る 菊池道場機関誌) (著:菊池省三、菊池道場)』2021年12月24日。ISBN 978-4-907571-79-5。

- 『「5分の1黒板」からの授業革命 新時代の白熱する教室のつくり方 (コミュニケーション科叢書3) (著:菊池省三、菊池道場徳島支部)』2022年1月21日。ISBN 978-4-907571-80-1。
- 『白熱する教室　第28号(今の教室を創る 菊池道場機関誌) (著:菊池省三、菊池道場)』2022年3月25日。ISBN 978-4-907571-81-8。
- 『白熱する教室　第29号(今の教室を創る 菊池道場機関誌) (著:菊池省三、菊池道場)』2022年6月24日。ISBN 978-4-907571-82-5。
- 『授業を変えよう (著:菊池省三)』2022年7月29日。ISBN 978-4-907571-83-2。
- 『白熱する教室　第30号(今の教室を創る 菊池道場機関誌) (著:菊池省三、菊池道場)』2022年9月23日。ISBN 978-4-907571-84-9。
- 『先生の相談室　100の質問にズバリ回答　 (著:菊池省三、金子由美子、鈴木高弘、高橋正尚)』2022年12月16日。ISBN 978-4-907571-85-6。
- 『白熱する教室　第31号(今の教室を創る 菊池道場機関誌) (著:菊池省三、菊池道場)』2022年12月23日。ISBN 978-4-907571-86-3。

- 『白熱する教室　第32号(今の教室を創る 菊池道場機関誌) (著:菊池省三、菊池道場)』2023年3月25日。ISBN 978-4-907571-87-0。
- 『白熱する教室　第33号(今の教室を創る 菊池道場機関誌) (著:菊池省三、菊池道場)』2023年6月23日。ISBN 978-4-907571-88-7。
- 『クラスづくりのゴールイメージ(菊池道場連続セミナーシリーズ１) (著:菊池省三、牧野真雄、堀井悠平)』2023年7月28日。ISBN 978-4-907571-89-4。
- 『白熱する教室　第34号(今の教室を創る 菊池道場機関誌) (著:菊池省三、菊池道場)』2023年9月29日。ISBN 978-4-907571-90-0。
- 『森のピッコロ物語　信じて待つ保育 (著:中島久美子)』2023年10月27日。ISBN 978-4-907571-91-7。
- 『白熱する教室　第35号(今の教室を創る 菊池道場機関誌) (著:菊池省三、菊池道場)』2023年12月29日。ISBN 978-4-907571-92-4。

- 『隅田川のほとりで本を作って　10年経ちました(中村堂創業満10年記念誌) (著:中村堂創業満10年記念誌編集委員会)』2024年4月8日。ISBN 978-4-907571-93-1。
- 『卓上CDケース版 菊池省三先生の価値語日めくりカレンダー(著:菊池省三)』2024年5月24日。ISBN 978-4-907571-94-8。
- 『それで、よかよか　86の愛のメッセージ(著:校長ちゃん)』2024年6月28日。ISBN 978-4-907571-95-5。
- 『ひとり暮らしの小学生／価値語篇２(著:松下幸市朗)』2024年7月16日。ISBN 978-4-907571-96-2。
- 『コミュニケーション34の力(監修:菊池省三)』2024年9月27日。ISBN 978-4-907571-97-9。